# Rettbergsaue

Die Rettbergsaue als Schauplatz des Nebeljungenstreichs

Die Rettbergsaue (sprich: Rettbergs-Aue) ist eine natürliche Wiesbadener Rheininsel, die zwischen dem Hauptfahrwasser des Rheins im Norden und dem Wachsbleicharm im Süden liegt, in dem die Landesgrenze zwischen Hessen und Rheinland-Pfalz verläuft.

## Lage
Die Rettbergsaue ist etwa 3100 Meter lang und bis zu 400 Meter breit und zählt mit 68 Hektar zu den größten Inseln, die vom Rhein beidseitig ungehindert umströmt werden. Für den Verkehr auf der Bundesautobahn 643 wird die Aue von der Schiersteiner Brücke überspannt. Auf der Ostseite der Brücke gibt es einen Rad- und Gehweg mit Treppenabgang zur Insel. Dieser Treppenabgang stand von 2013 bis 2025 nicht zur Verfügung, da dieser Bereich im Rahmen des Neubaus der Schiersteiner Brücke für die Öffentlichkeit gesperrt wurde.
Die Insel gegenüber dem Biebricher Schloss ist zum Großteil mit Bäumen bestanden und besitzt eine reiche Vogel- und Pflanzenwelt. So wurden beispielsweise 1997 19 besetzte Horste des Schwarzmilans gezählt. Etwa 90 % der Insel stehen unter Naturschutz. Ein Teil der Fläche wird landwirtschaftlich genutzt.

## Naturschutz
1978 wurde auf der Insel ein 52,6321 Hektar großes Naturschutzgebiet ausgewiesen, das älteste aus der Liste der Naturschutzgebiete in Wiesbaden. Es diente dazu, die Insel als Brut- und Rastplatz für bedrohte Vogelarten und seltenen Hartholzauenwald zu schützen, der aus Esche, Ulme, Bergahorn, Spitzahorn und Stieleiche besteht. 1984 wurde die Fläche auf 67,78 Hektar ausgedehnt.
Um die Rettbergsaue ist seit Juli 2001 ein 71,08 Hektar großes FFH-Gebiet ausgewiesen, das Teil des Netzwerks Natura 2000 ist. Es umfasst die Insel im Rhein mit Weichholz- und Hartholzauen, Gebüsch-Säumen, Auewiesen, Saum- und Schleihervegetation, Ufer- und Spülsaum-Biotope, Pionier- und Flutrasen, nitrophile Staudengesellschaften und Anlandungsbiotope. Als Arten werden Eisvogel, Neuntöter, Heidelerche, Nachtigall, Blaukehlchen, Schwarz- und Rotmilan, Wespenbussard, Gartenrotschwanz sowie Grau-, Mittel- und Kleinspecht geschützt.
Die Rettbergsaue liegt wie andere Rheinauen vom Kühkopf über den Inselrhein bis Bacharach im Mittelrheintal im 1269 Hektar großen FFH-Gebiet „Wanderfischgebiete im Rhein“.

## Geschichte
Die Insel ist eine nach der letzten Kaltzeit entstandene Flussaufschüttung des Rheins aus Lehm und Sand. Die Insel bestand bis Mitte des 19. Jahrhunderts aus zwei Teilen, dem Biebricher Wörth und dem Schiersteiner Wörth. Den westlichen Teil, der im Spätmittelalter Karthäuser-Aue hieß, erwarb 1832 ihr Namensgeber, Freiherr Carl von Rettberg. Der nassauische Oberleutnant und Adjutant des Herzogs übernahm die Insel vom nassauischen Staat und betrieb dort eine Vieh- und Pferdezucht. Aus finanziellen Gründen musste er den Besitz wenige Jahre später an Nassau zurückgeben. Am Westende, nahe zweier Altrheinarme, entstand 1914 das Strandbad Schierstein, am Nordufer 1921 das Strandbad Biebrich. Aufgrund der starken Verschmutzung des Rheins wurden beide Einrichtungen 1962 geschlossen.
Seitdem dienen sie als Freizeitgelände, in denen man zelten und die weißen Sandstrände nutzen kann. Das Baden ist offiziell verboten, obwohl das Wasser mittlerweile bei Normalwasserstand, ohne die bei Hochwasser anfallenden Verschmutzungen, wieder badetauglich wäre. Durch das Hundeverbot und abseits des Straßenverkehrs ist die Rettbergsaue mit ihrem großen Kinderspielplatz, einem Bolz- und einem Grillplatz, dem Insel-Café einer Freiluftkegelbahn und weiteren Attraktionen vor allem bei Familien mit Kindern ein beliebtes Naherholungsgebiet. Die beiden Freizeitgelände sind voraussichtlich ab 2023 über die Treppe von der neuen Schiersteiner Brücke aus wieder zu erreichen. Im Sommerhalbjahr verkehrt die Personenfähre Tamara, die im Schiersteiner Hafen sowie am Rheinufer in Wiesbaden-Biebrich ablegt. Der Rest der Insel ist für Fremde unzugänglich.
Anfang der 1970er Jahre sollte auf der Aue ein Naherholungsgebiet mit Ferienwohnungen, Reitstall, Sportstätten, Seminarhaus, Café und Rundwanderwegen eingerichtet werden und über eine Seilbahn mit Biebrich verbunden werden. Außerdem gab es Pläne, ein Kraftwerk zu errichten. Beides wurde durch die Einrichtung des Naturschutzgebietes verhindert.
Am 23./24. Oktober 2009 wurde vom THW Wiesbaden ein Kanal ausgebaggert. Zweck der Aktion ist die Befreiung des Seitenarms von übelriechendem Schlamm und die Wiederbelebung des Strandbades.

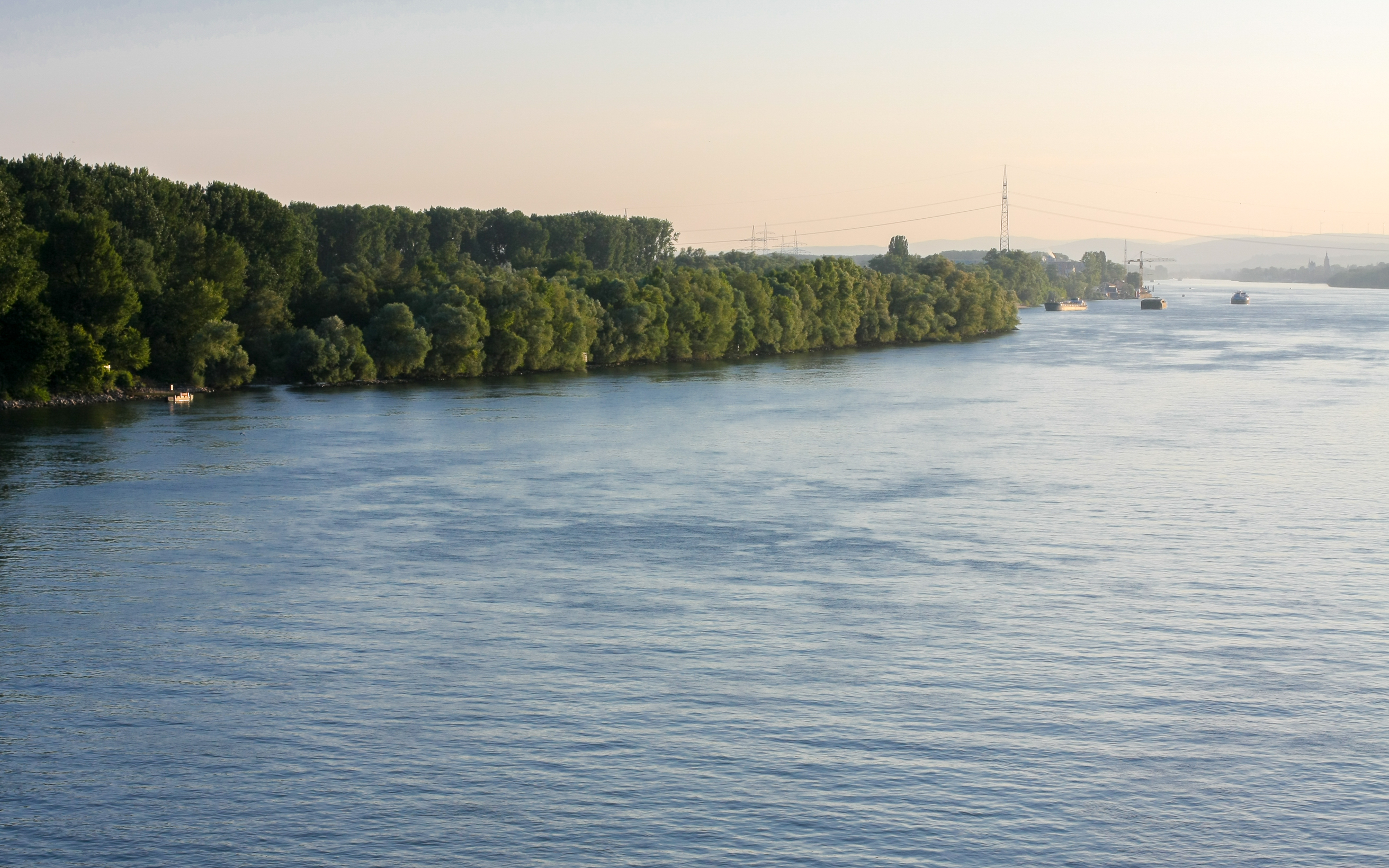
Das nördliche Ufer der Insel und der Rhein
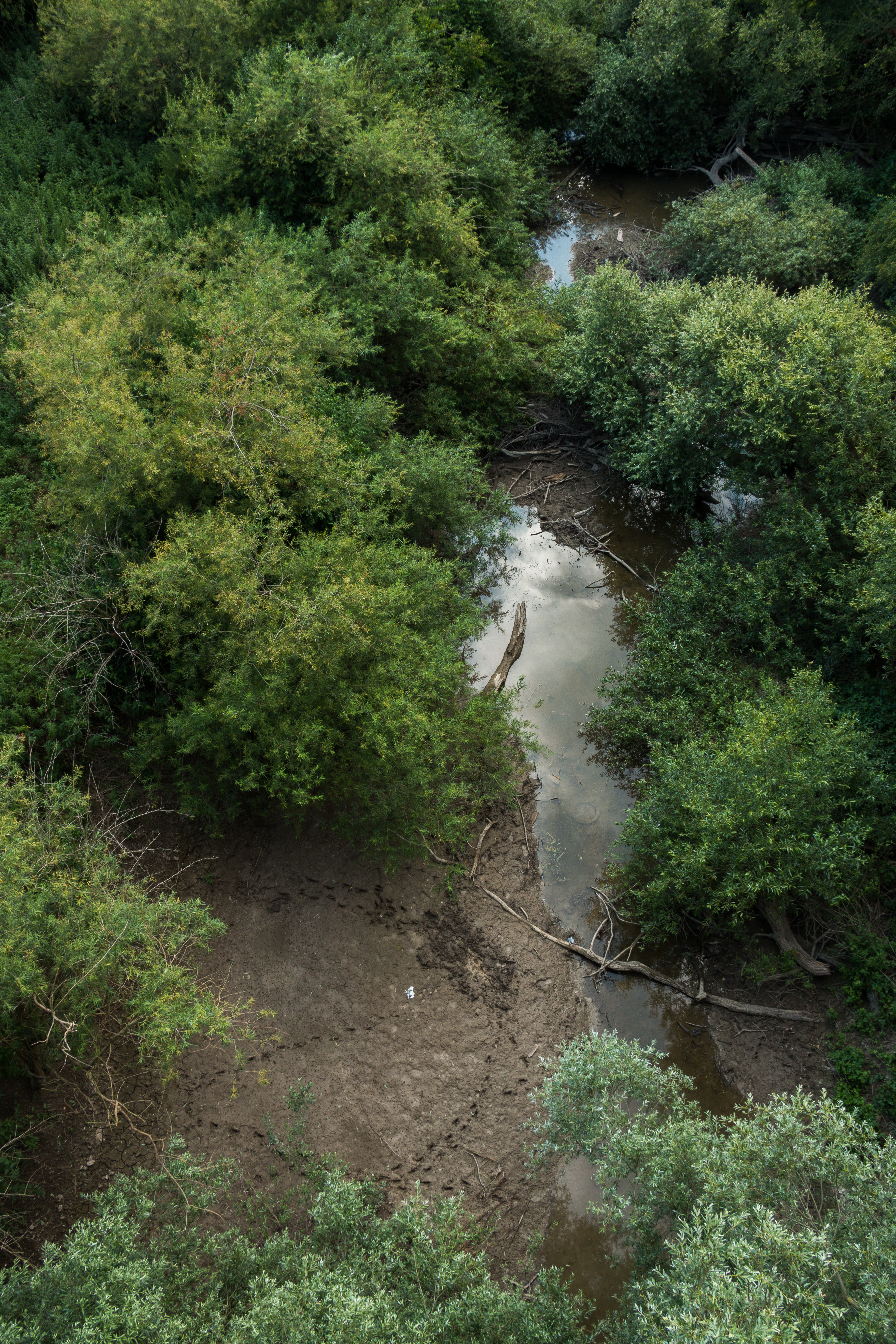
Auenwald mit Spuren von Graureihern und Wildschweinen.
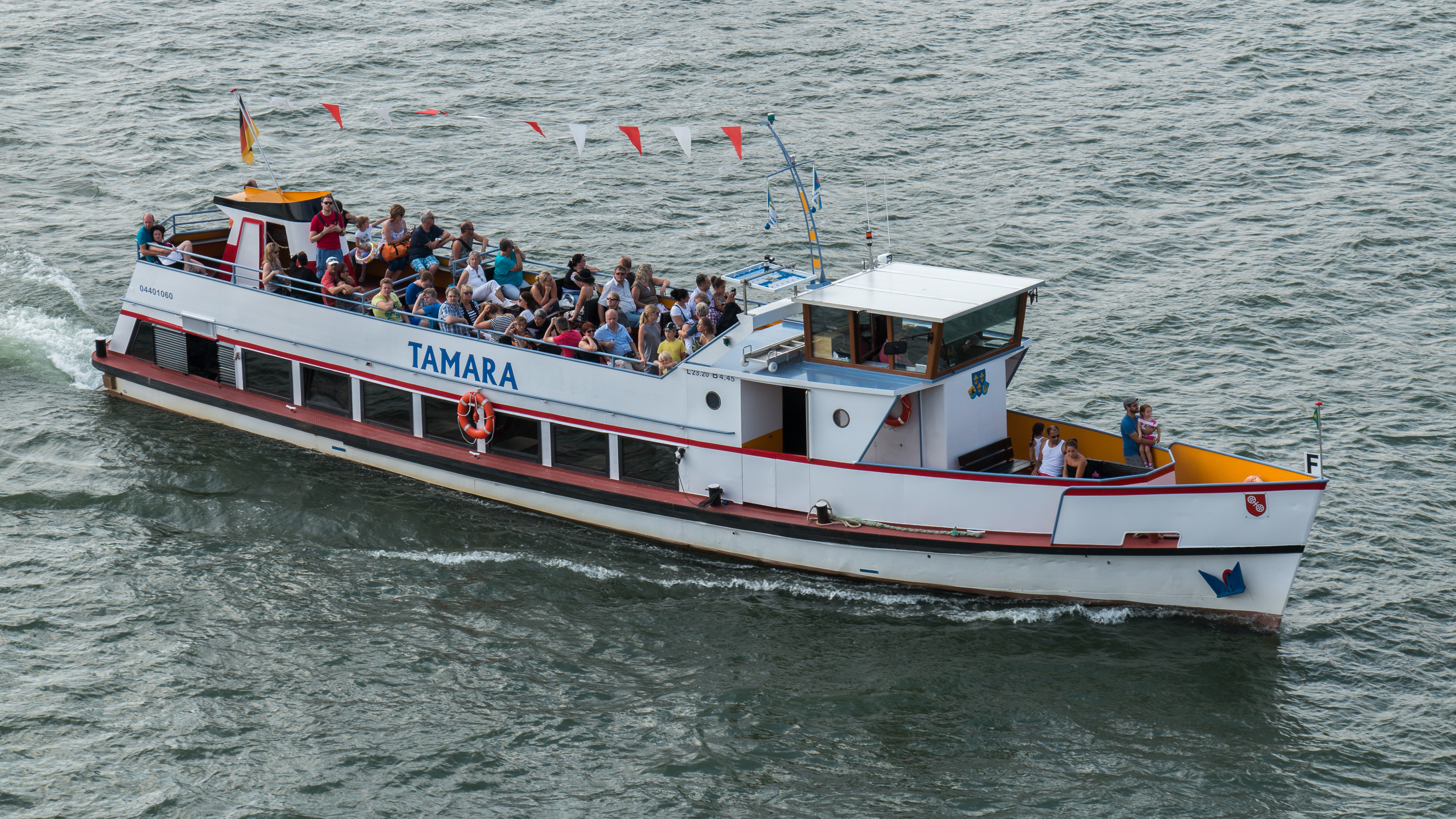
Die zwischen Schierstein, der Insel und Biebrich verkehrende Personenfähre Tamara
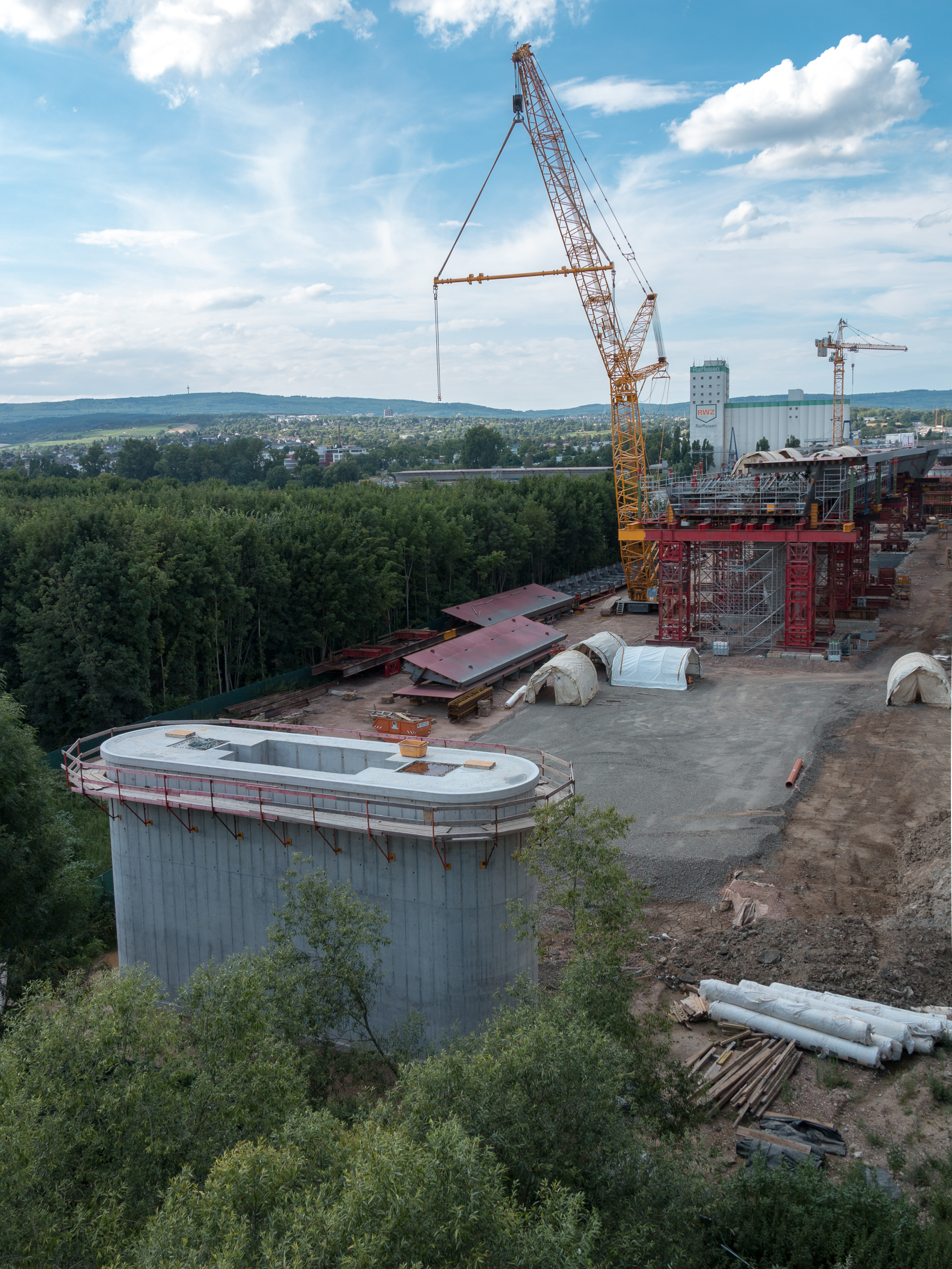
Baustelle für die neue Schiersteiner Brücke auf der Insel
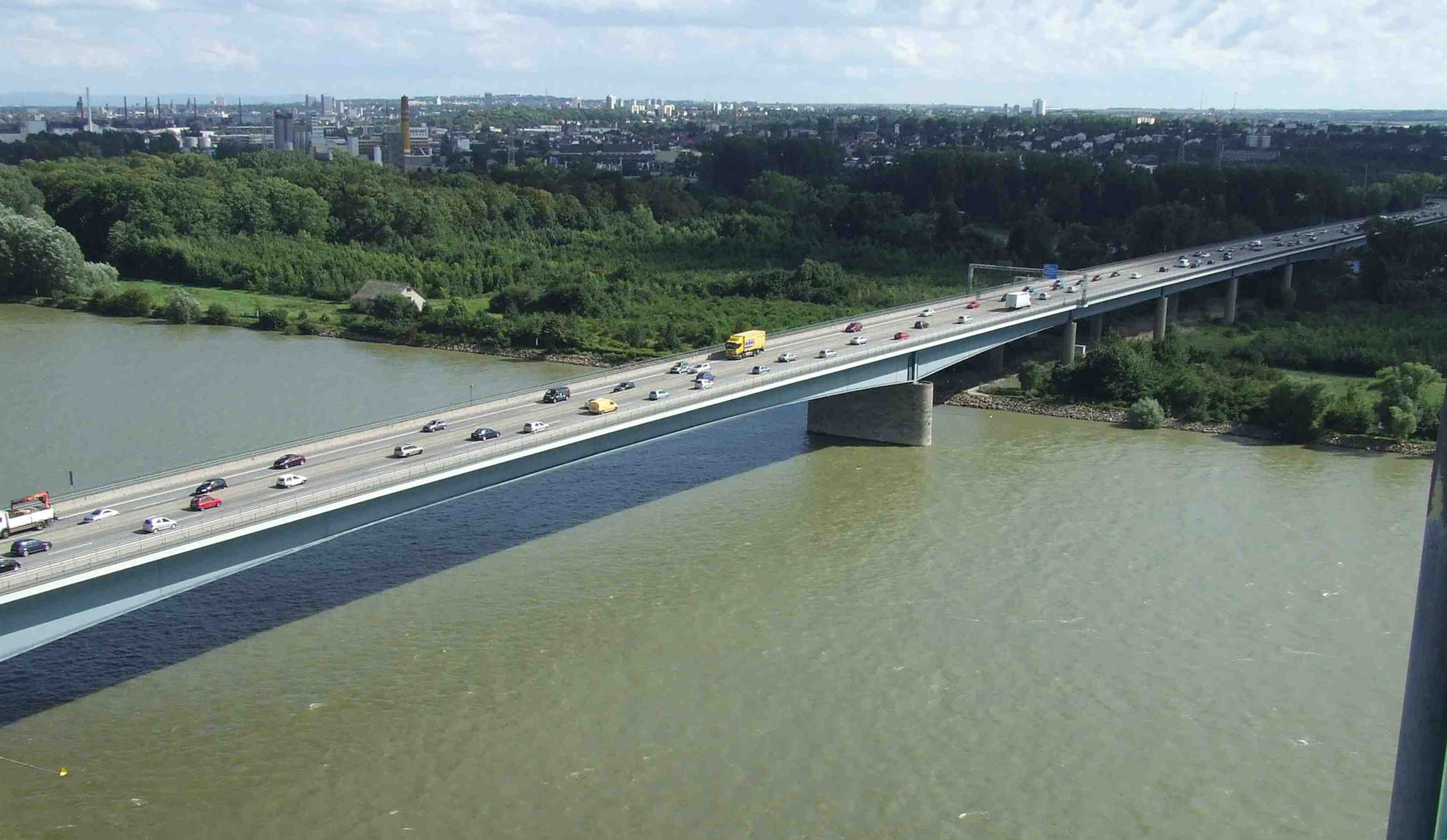
Die die Insel querende Schiersteiner Brücke

### Dokumente
- Bild der Biebricher Aue (heute Teil der Rettbergsaue) aus J.F. Dielmann, A. Fay, J. Becker (Zeichner): F.C. Vogels Panorama des Rheins, Bilder des rechten und linken Rheinufers, Lithographische Anstalt F.C. Vogel, Frankfurt 1833
- Bild der Schiersteiner Aue (heute Teil der Rettbergsaue), dito